# Lavapiés

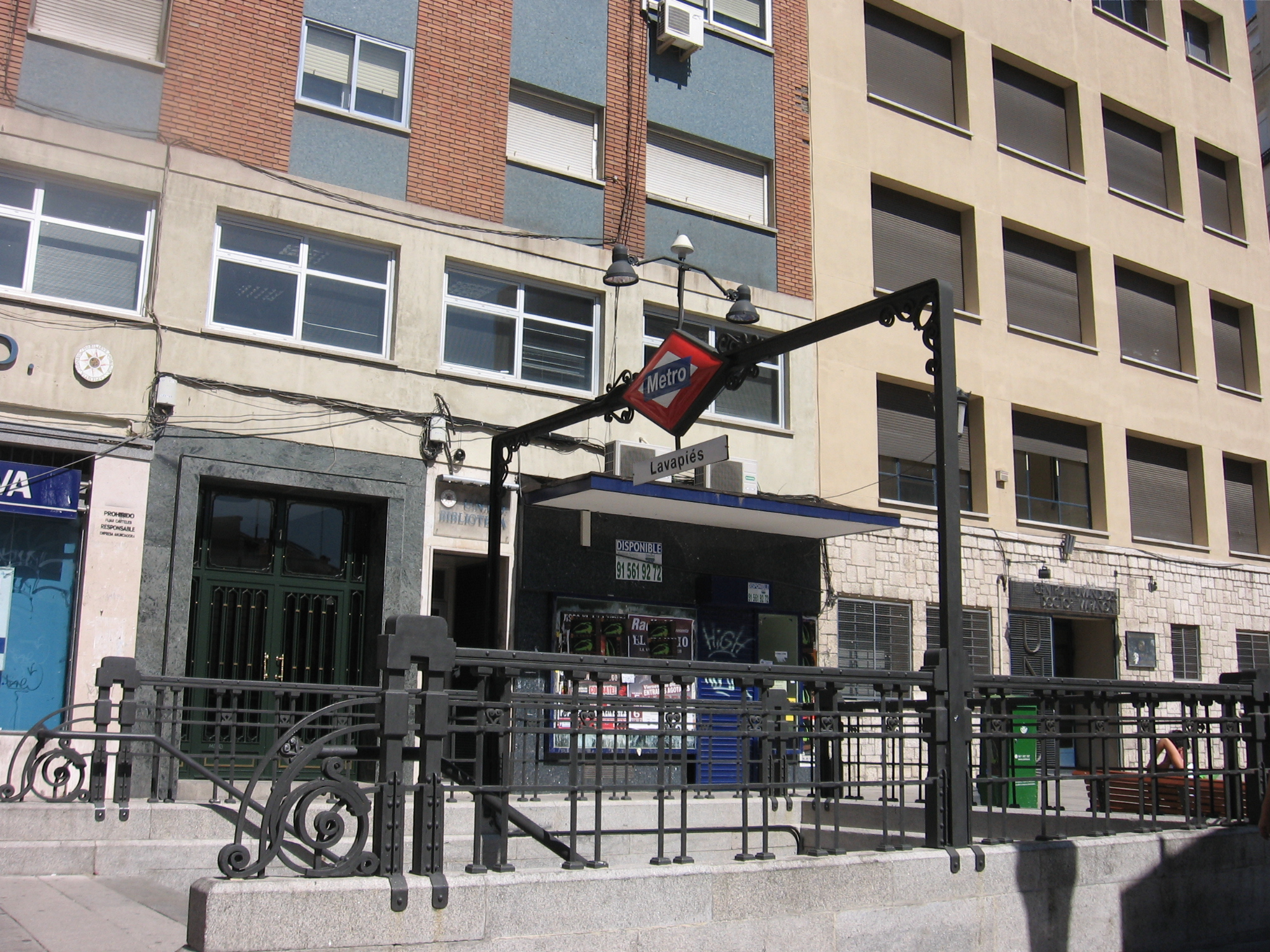
Estación de Lavapiés.

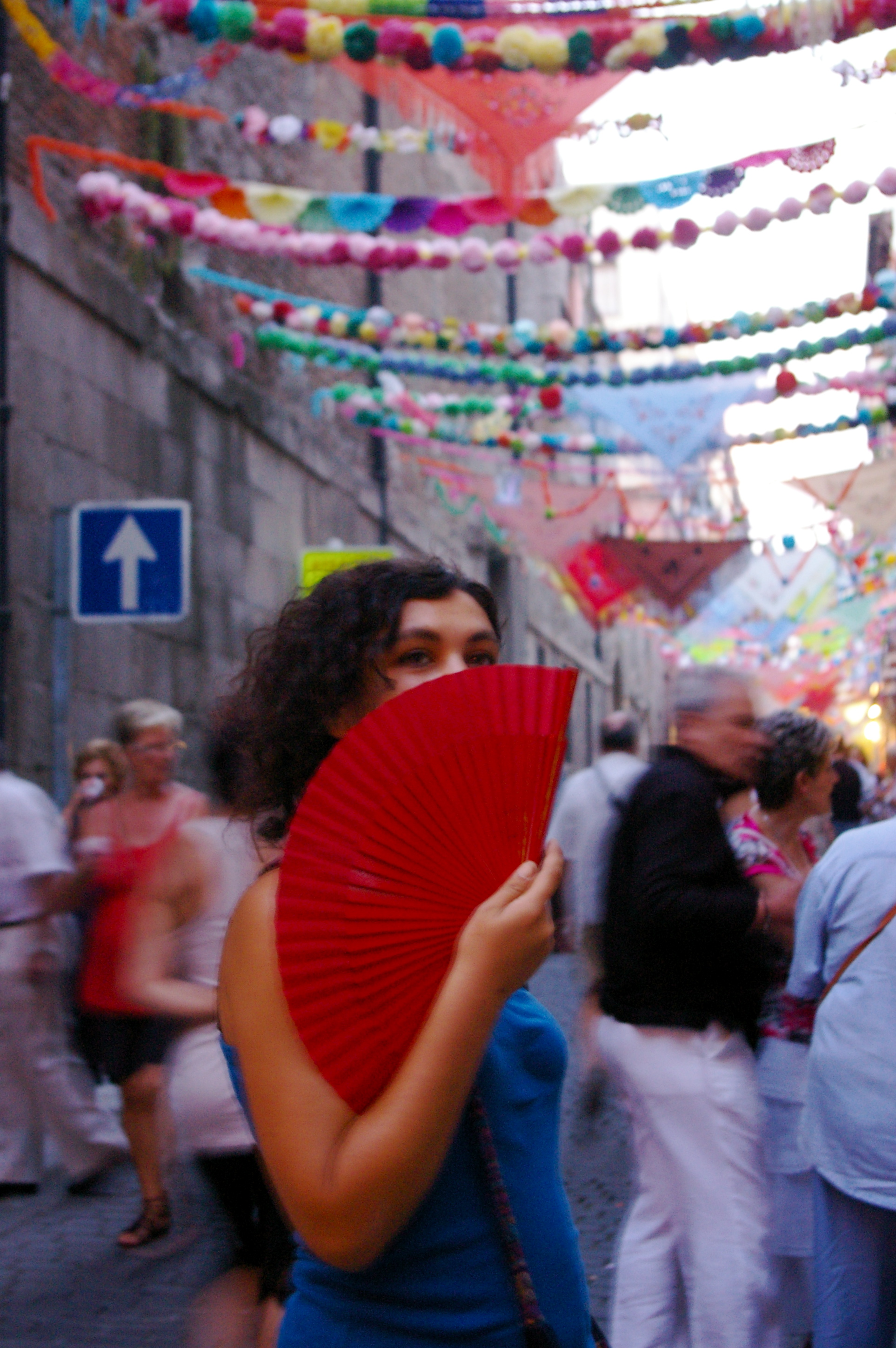
'Manola' del en Lavapiés, durante las fiestas autogestionadas por el vecindario en la calle del Oso.

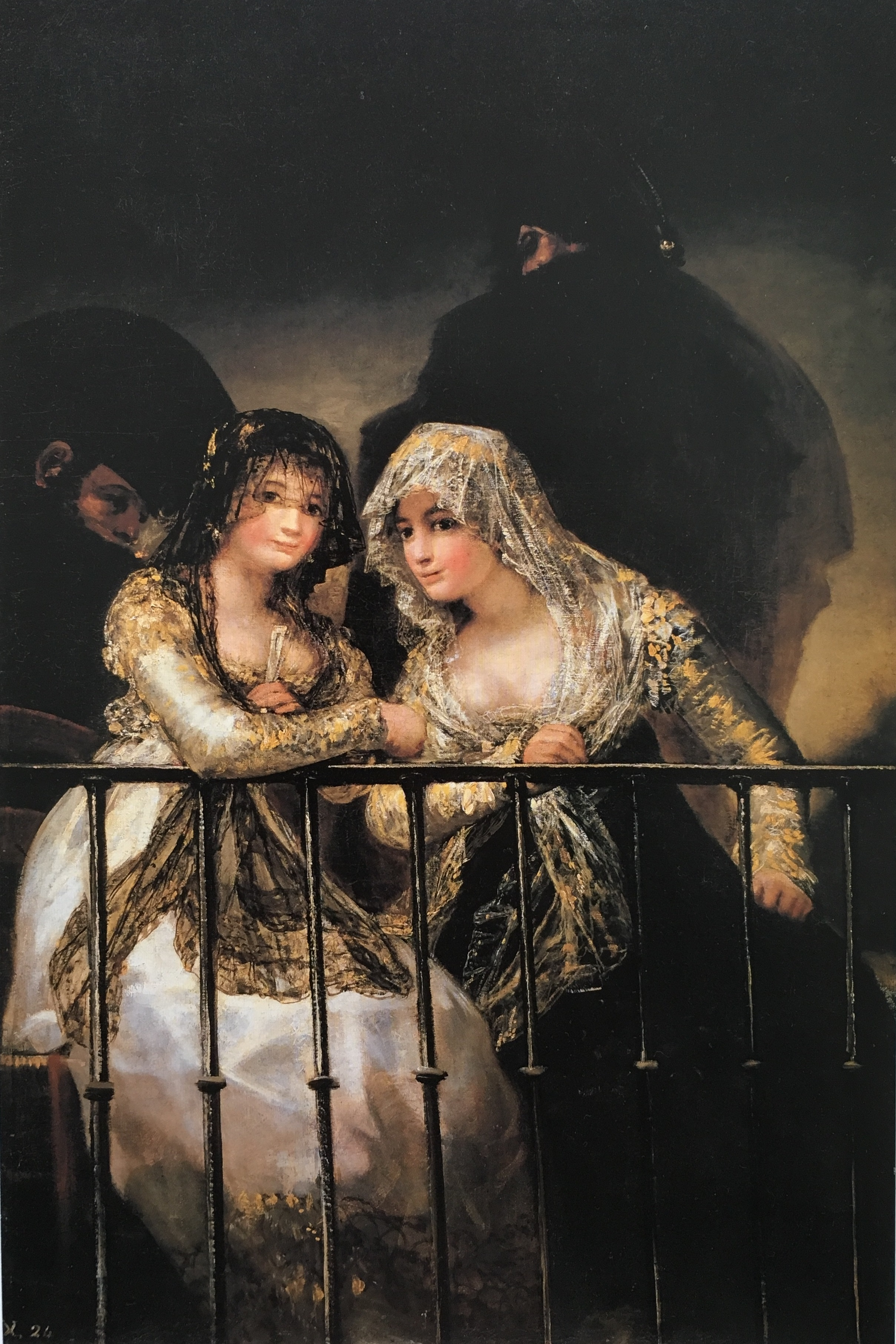
Majas en el balcón, Francisco de Goya.

Lavapiés es una barriada de la ciudad de Madrid, ubicada dentro del más amplio barrio de Embajadores, en el distrito Centro de la capital.
En el siglo XVIII también se conoció como barrio del Avapiés por la influencia de los sainetes de Don Ramón de la Cruz, volviendo a su antiguo nombre con el siglo XIX. Se ha considerado icono del «casticismo madrileño» y la «manolería». Marca su corazón la plaza de Lavapiés y su arteria más importante fue la calle Real de Lavapiés.
Aunque no aparece como entidad administrativa oficial, Lavapiés se considera el área comprendida entre El Rastro, Tirso de Molina y el Museo Reina Sofía.

## Origen documentado
Los documentos más antiguos sobre la existencia de habitantes en lo que hoy es el barrio, basados en los documentos del archivo del Ayuntamiento de Madrid, dicen que el origen del barrio de Lavapiés estaría en los asentamientos comerciales extramuros de finales del siglo XV relacionados con el camino real de Toledo y el camino de Atocha, y la existencia del antiguo matadero en lo que hoy es El Rastro que aprovechaba el gran desnivel hacia el valle del río Manzanares para evacuar los rastros de la sangre y demás desechos de los animales sacrificados.

## Topónimo

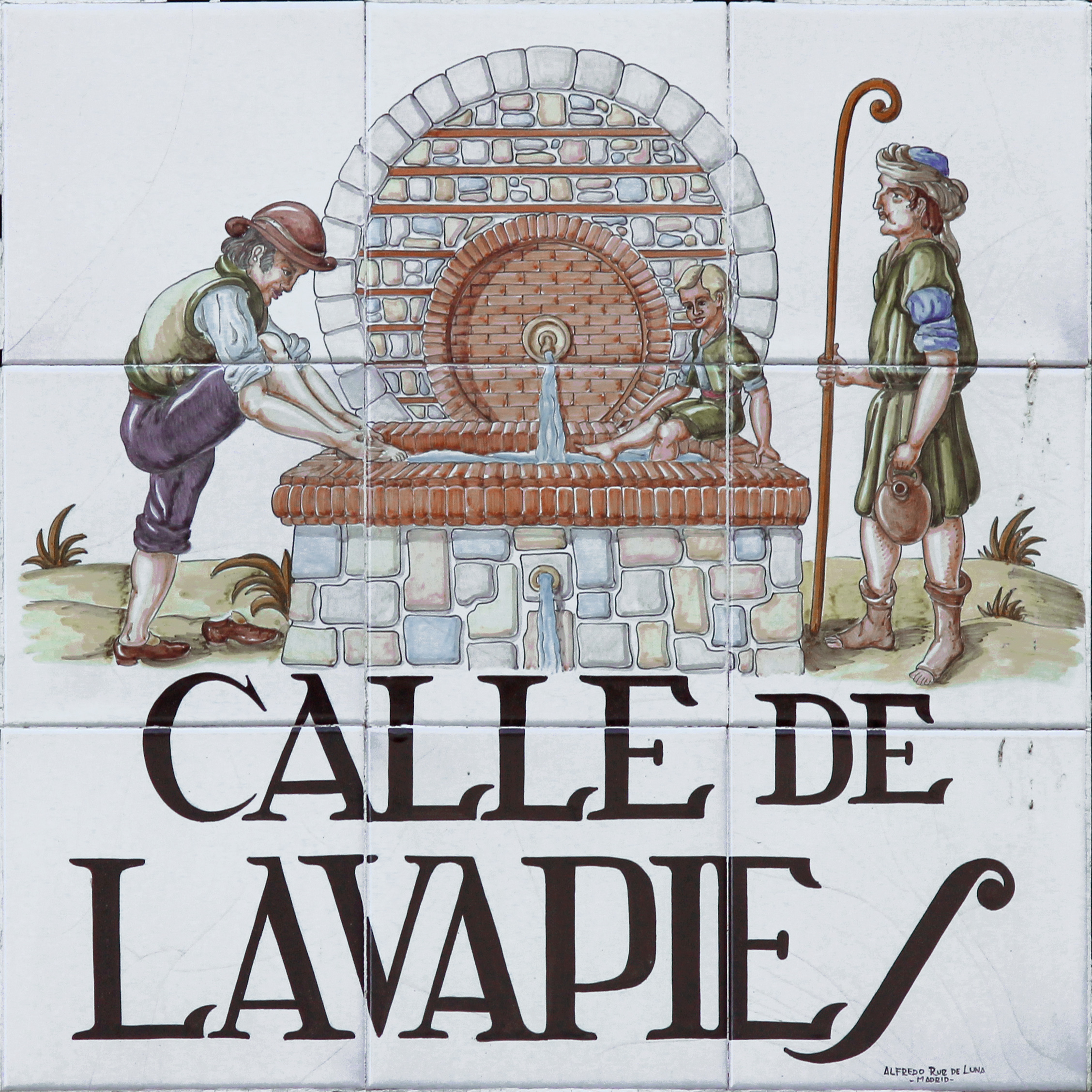
Placa del callejero tradicional de Madrid, por el ceramista Ruiz de Luna.

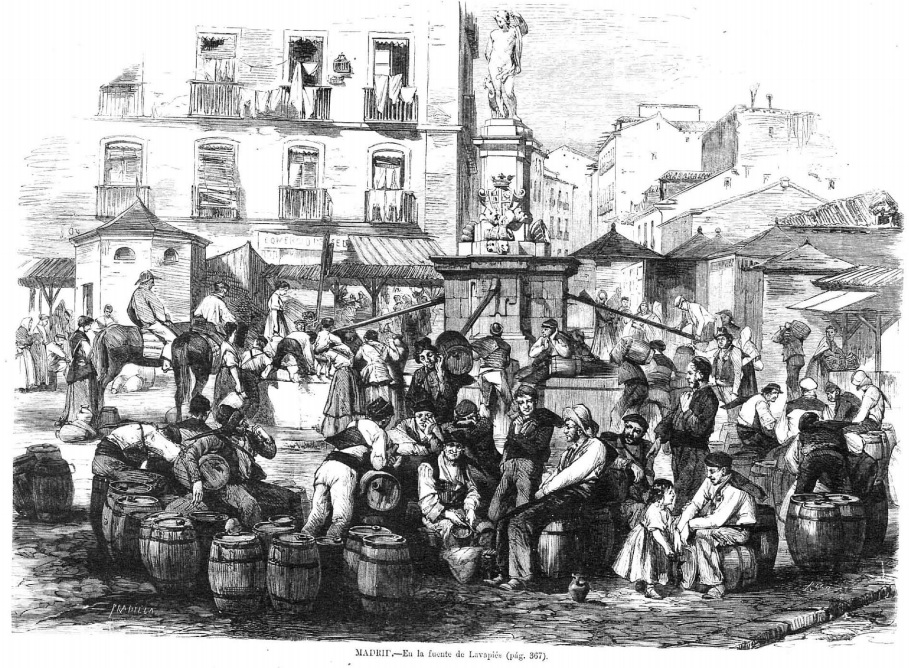
Fuente de Lavapiés, en La Ilustración Española y Americana (1872).

En la toponimia moderna existe acuerdo sobre un posible topónimo de etimología popular, basado en el evidente desnivel de las calles del barrio hacia el valle del Manzanares (aprovechado para instalar el matadero de la villa) y las evidencias sobre los arroyos que corrían por el centro y los consiguientes barrizales, no parece aconsejable descartar lo obvio: "Lava-pies". En esta línea, Mesonero Romanos en cuanto al origen misterioso del topónimo Lavapiés, admitía que pudiera tener alguna relación higiénica con la gran fuente que hubo en su plaza central hasta finales del siglo xix. En cuanto a la denominación "El Avapiés", se considera una ultracorrección de Lavapiés, que algunos autores atribuyen al capricho de don Ramón de la Cruz.

## La judería legendaria
Se rechaza como leyenda la noticia dejada por autores como Pedro de Répide o Juan Antonio Cabezas (entre otros varios cronistas de los siglos xix y xx). Los medievalistas a partir de la segunda mitad de este último siglo, proponen que «en Lavapiés nunca hubo una judería», más allá del fruto legendario de cronistas y escritores que «orquestaron tal bulo» a partir de finales del siglo xviii. Las frecuentes referencias a una supuesta sinagoga y a un enterramiento judío en la calle del Salitre se consideran restos de esta leyenda sin que, al parecer, exista ninguna prueba en la literatura arqueológica profesional de ambos hechos.

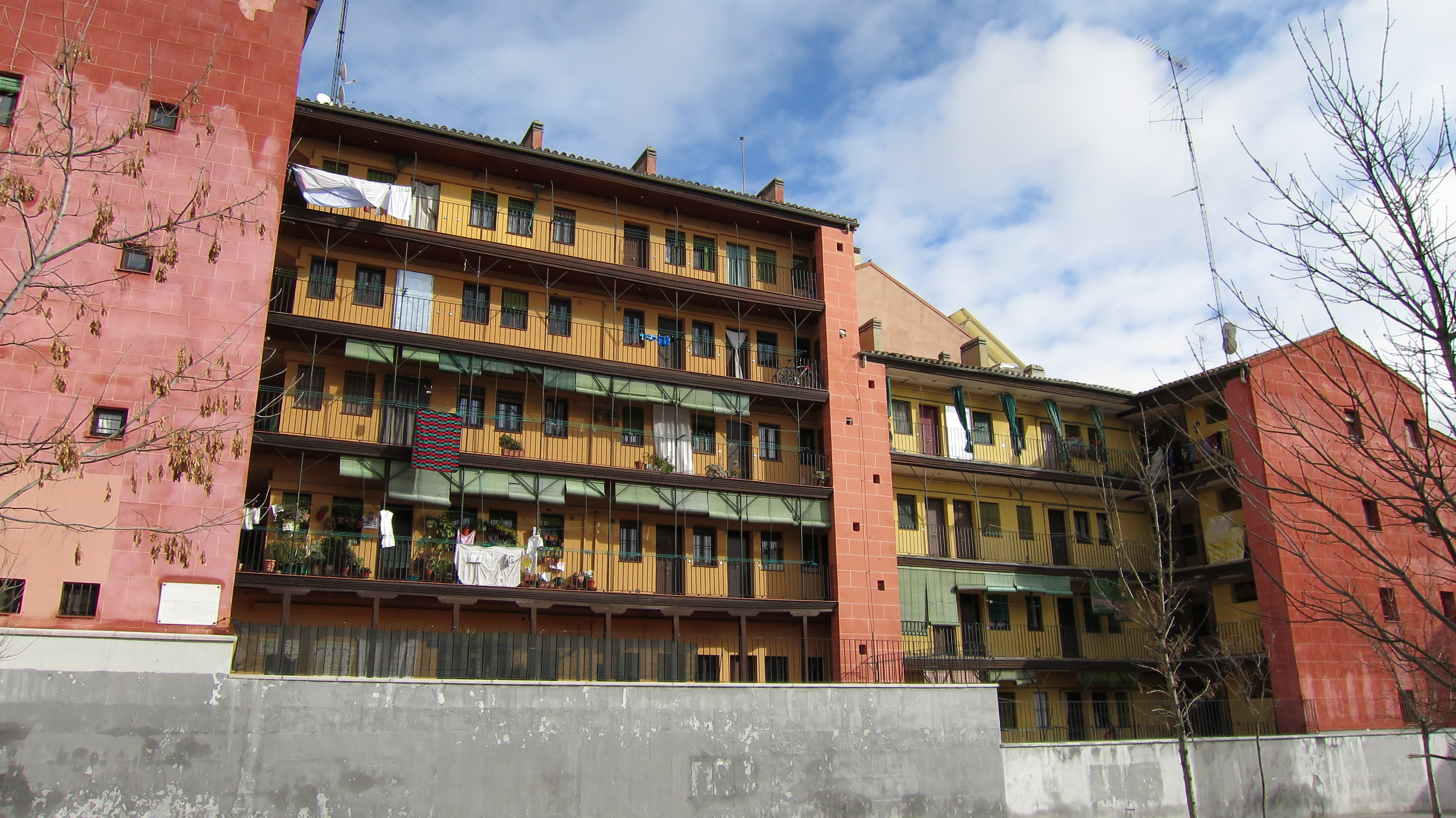
"La Corrala", símbolo arquitectónico del Lavapiés del Madrid galdosiano del siglo, mostrando su interior a la calle de Mesón de Paredes.

Al inicio del siglo xxi, algunos autores aportaron estudios para desmitificar el supuesto pasado de Lavapiés como enclave de una judería en los arrabales de la Villa de Madrid. Una de las evidencias de trabajo fue que las fuentes de este mito parten de algunas obras del regionalismo tardío, predecesor del romanticismo nacionalista de finales de siglo xix en Europa. Ramón Mesonero Romanos, en su obra Escenas matritenses, parece adjudicar el nacimiento de esta leyenda al escritor Ramón de la Cruz y, en concreto, a la trama de su obra teatral Los bandos de Lavapiés. Aunque la supuesta judería o aljama de Lavapiés fue apoyada por autores de los siglos xviii y xix como Amador de los Ríos, Antonio de Capmany o Fidel Fita, un investigador más moderno, Manuel Montero Vallejo, las calificó de «patrañas», alegando la escasa población de la zona, eminentemente rural, durante la Edad Media, opinión que también suscribe el medievalista Gonzalo Viñuales Ferreiro.
Ambos profesores explican que antes de 1492, año de la expulsión de los judíos de Castilla y Aragón, la villa de Madrid ocupaba el interior de los muros que se extendían por lo que hoy es la calle de la Cava Baja y Alta, muy lejos, por lo tanto, de un supuesto arrabal de Lavapiés. Dichos especialistas consideran como dato en contra de una judería en Lavapiés el hecho de que no existiera en esta zona una muralla que cerrara sus puertas al anochecer y protegiese a los vecinos, condición que se ha dado en los barrios judíos de otras ciudades de España. Insisten también en que el Madrid medieval, el altozano que después ocuparían el palacio Real y la catedral de la Almudena, quedaba muy distante de lo que luego se llamaría Lavapiés, que en dicho periodo medieval era campo de cultivo, probablemente deshabitado y sin construcciones de entidad antes del siglo xvi, cuando ya habían sido expulsados los judíos.
Las excavaciones realizadas para la instalación del futuro Museo de las Colecciones Reales y las pruebas arqueológicas halladas refuerzan la tesis de que la judería de Madrid se extendía en el perímetro situado bajo la actual catedral de la Almudena, dentro de los muros, tal y como, por otra parte, sucede en el resto de juderías hispanas y concuerda con la extensión del Madrid medieval.
Para intentar asignar a toda costa un mítico pasado judío al barrio, algunos autores señalan la posibilidad de que en el arrabal de Lavapiés habitasen grupos de judeoconversos (cristianos nuevos) y que en su evolución cultural diese origen a algunas tradiciones a lo largo de su convivencia con cristianos viejos asentados en la misma zona entre los siglos xvii al xix, como sucedió en varios pueblos y ciudades de España. Sin embargo, no existen pruebas históricas de ello ni de las mencionadas tradiciones.

## La descripción de Mesonero Romanos
Entramos en pleno distrito de Lavapiés o del Avapiés, como antiguamente solía escribirse, sin que acertemos a explicar la etimología de este nombre con la candidez del buen D. Nicolás Fernández de Moratín, porque con ambos títulos viene emblematizando hace tres siglos la población indígena matritense en el último término de la escala social. No nos meteremos en eruditas y empalagosas investigaciones para buscar en tales o cuales razas el origen de esta parte del pueblo bajo de Madrid, apellidado la Manolería, que tiene su asiento principal en el famoso cuartel de Lavapiés, aunque rebosando también a los inmediatos de la Inclusa, el Rastro y las Vistillas. Para nosotros es evidente; que el tipo del Manolo se fue formando espontáneamente con la población propia, de nuestra villa y la agregación de los infinitos advenedizos que de todos los puntos del reino acudieron a ella desde el principio a buscar fortuna. Entre los que vinieron guiados de próspera estrella y cambiaron luego sus humildes trajes y groseros modales por los brillantes uniformes y el estudiado idioma de la corte, vinieron también, aunque con más modestas pretensiones, los alegres habitadores de Triana, Macarena y el Compás de Sevilla, los de las Huertas de Murcia y de Valencia, de le Mantería de Valladolid, de los Percheles y las islas de Riaran de Málaga, del Azoguejo de Segovia, de la Olivera de Valencia, de las Tendillas de Granada, del Potro de Córdoba, y las Ventillas de Toledo, y demás sitios célebres del mapa picaresco de España, trazado por la pluma del inmortal autor del QUIJOTE; todos los cuales, mezclándose naturalmente con las clases más humildes de nuestra población matritense, adoctrinándola con su ingenio y travesura, despertando su natural sagacidad, su desenfado y arrogancia, fueron parte a formar en los Manolos madrileños un carácter marcado, un tipo original y especialísimo, aunque compuesto de la gracia y de la jactancia andaluzas, de la viveza valenciana y de la seriedad y entonamiento castellanos.
Mesonero Romanos, cronista y bibliotecario perpetuo de la villa de Madrid

## Cuna de lamanolería

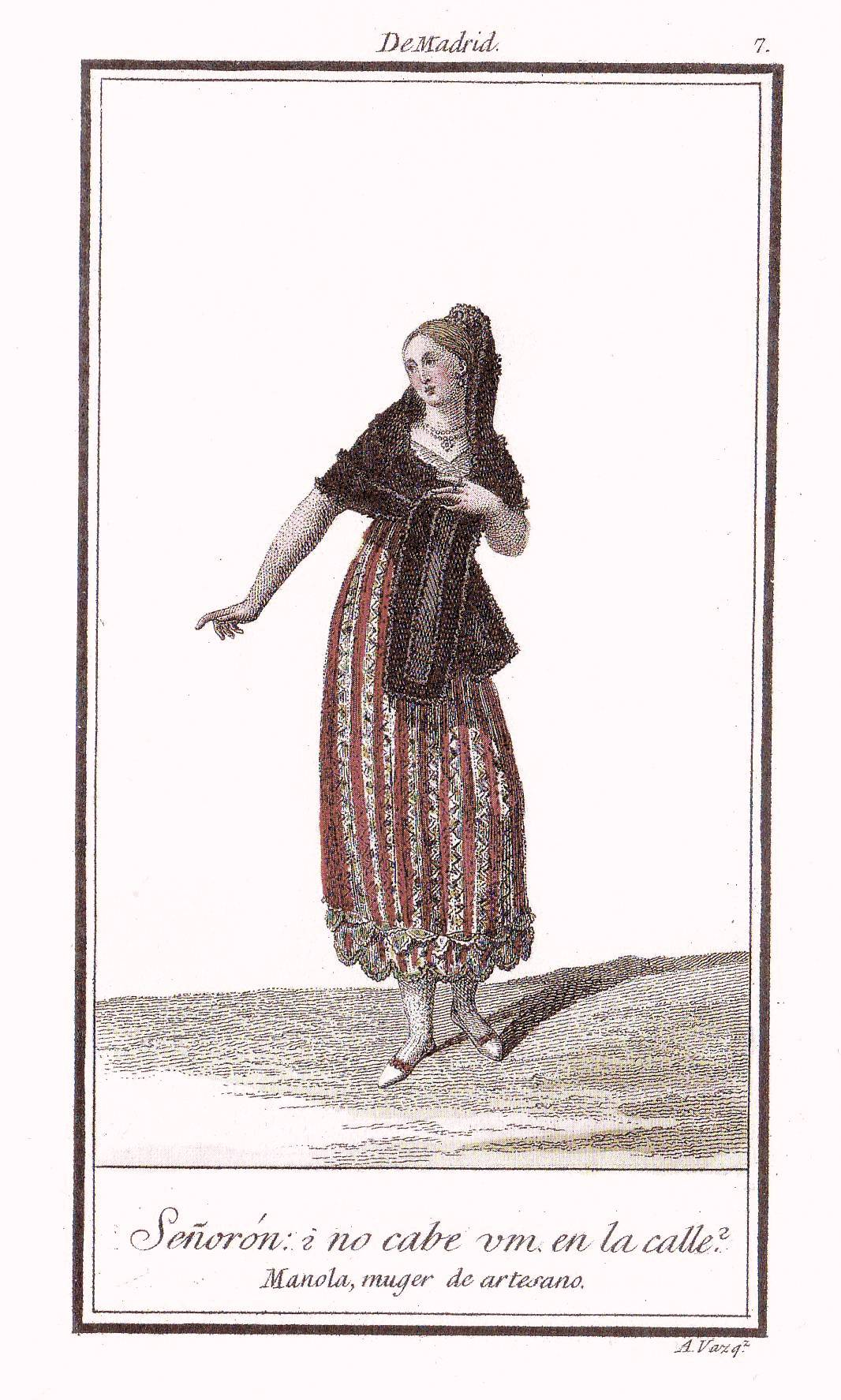
Manola, según dibujo y grabado de Antonio Rodríguez (1801).

Varios de los autores referidos o citados -Mesonero, Ramón de la Cruz, Pedro de Répide- han dejado entretenidas páginas sobre la tipología humana de Lavapiés. Anteriores a los estudios del siglo XXI, suelen coincidir estos y otros literatos y cronistas del casticismo madrileño en el origen hebreo de muchos vecinos de la zona, que haciendo "ostentación de cristianos nuevos" ponían el nombre de Manuel a sus primogénitos.
Andando el tiempo, el barrio de los Manueles se convirtió en el barrio de los Manolos y por extensión de las Manolas y de la "manolería" en general. En ese mismo crisol castizo se fraguarían los majos o "mayos", por la costumbre festiva de adornar el mayo y elegir la maya el día de Santiago el Verde (y que luego llenarán la obra más festiva de Francisco de Goya). Rivales de manolos y majos serían a su vez los chisperos o "tiznaos" del gremio de herreros que con el tiempo se reuniría en los barrios 'altos' del otro lado de la cerca, en lo que luego será el castizo Chamberí. Y participando de la suficiente dosis de casticismo de unos y otros menudearon hasta hacerse mayoría los 'chulos y chulapos, chulas y chulapas', con una etimología que Répide recoge de origen árabe (chaul en esa lengua denomina al "mozo o muchacho"), y que ya en el siglo XVIII Diego de Torres Villarroel menciona en sus Sueños morales en estos términos:

"Encendióse el mozo yesca a los primeros relámpagos del aire de la chula".
Diego de Torres Villarroel

Cita y metáfora que parecen dejar claro el origen de otra de las singularidades del casticismo madrileño: el piropo.
"Manolas", "chulas" y "chisperas" fueron desarrollando su propia iconografía y personalidad. Así las hace cantar Vicente Cobos en su melodrama en un acto Los chisperos de Madrid:

"Con mi chispero
contenta y satisfecha
vivir yo quiero.
De Madrid son chisperas las Maravillas,

del Lavapiés las majas, nobles y vivas".

## Embrión del movimiento obrero madrileño
Una de las características y singularidades del barrio es su diversidad, reflejo de una realidad plural histórica generada por las diferentes olas de migración, desde otras comunidades españolas y países, reflejado en la diversidad de sus múltiples movimientos asociativos, vecinales, sociales, culturales, deportivos...
El barrio fue polígono industrial de Madrid, con fábricas como Real Fábrica de Coches, Cerveza de Lavapiés o la Real Fábrica de Tabacos, conocida como Tabacalera. comenzándose a organizar el movimiento obrero madrileño, con anterioridad a la creación del PSOE y UGT, en centros obreros o centros de sociedades obreras, como el de la calle Salitre que albergó de 1874 a 1882 diferentes sociedades obreras, la cooperativa socialista y la mutualidad obrera.
Especial relevancia en su desarrollo tuvieron Las Cigarreras abanderadas durante décadas del movimiento obrero y el feminismo.

## Abandono en la posguerra

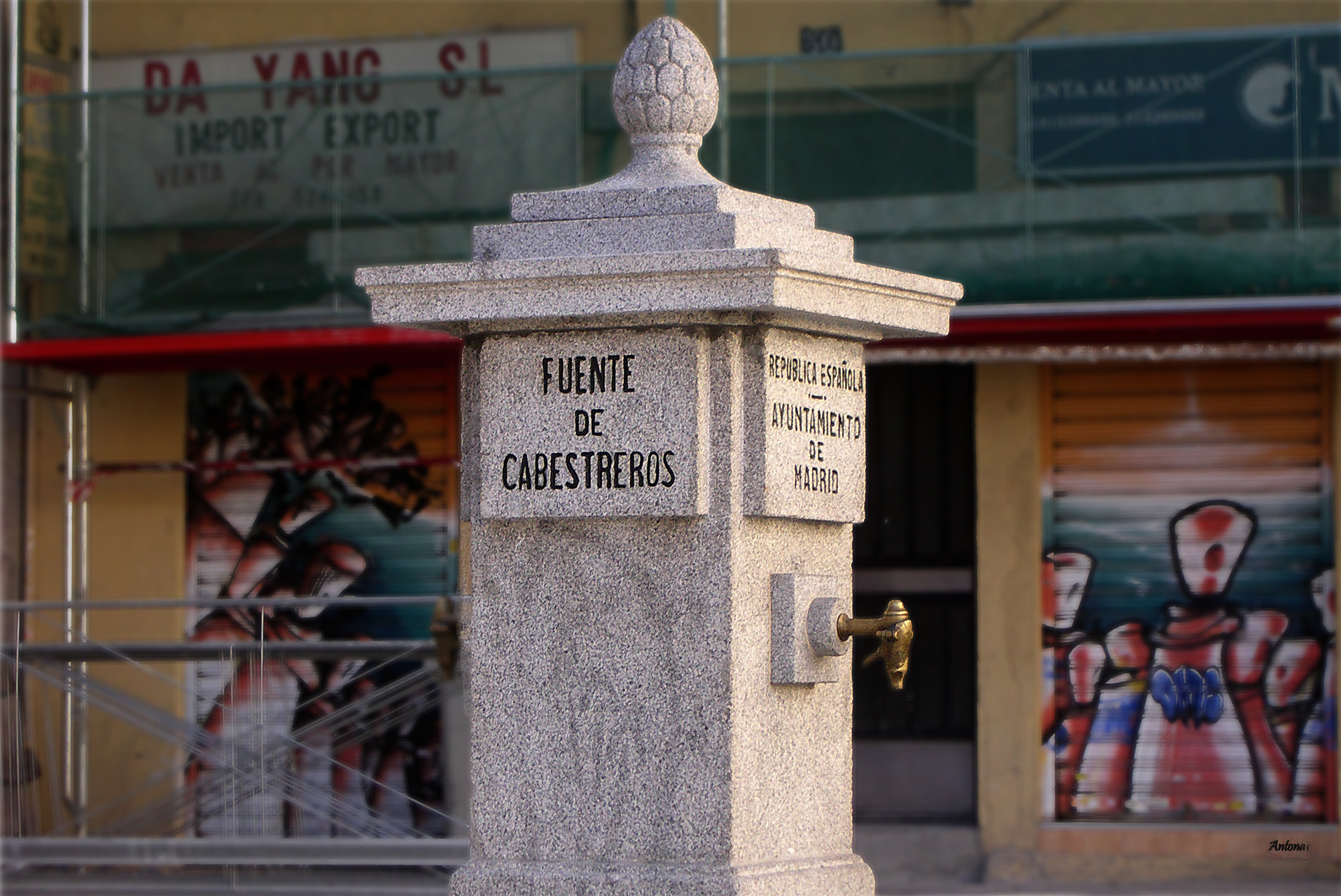
La 'republicana' fuente de Cabestreros, en 2007.

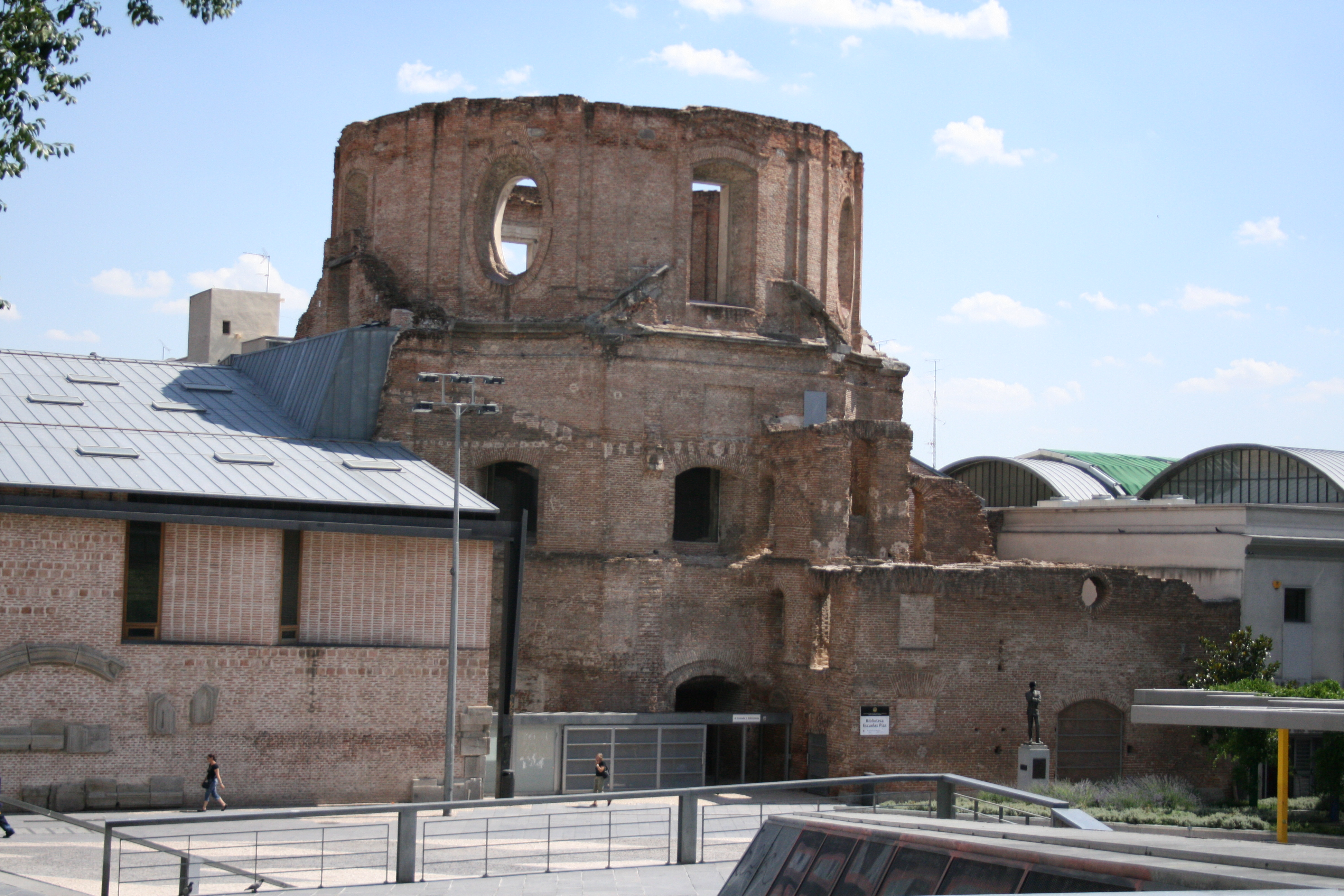
Ruinas y espacio urbano de las Escuelas Pías de San Fernando, en 2009.

El estigma de arrabal, primero, y ‘barrio bajo dejado de la mano de Dios’, que Lavapiés casi tuvo desde su origen y que ilustró páginas inmortales de Galdós y buena parte de la novela social del siglo xix, se continuó con el abandono en que cayó tras la guerra civil española. Como paradójicos ejemplos de ello pueden citarse: la fuente de Cabestreros y el hecho insólito de que se conservara en ella una de las pocas menciones a la República que existen en un monumento público madrileño, ya que tales menciones fueron sistemáticamente eliminadas por el franquismo. Otra paradoja, dada la profunda religiosidad del régimen de Franco, fue el estado de abandono y ruina en que permanecieron las Escuelas Pías situado en la que –ya en el siglo xxi– sería llamada plaza de Agustín Lara. El conjunto religioso fue incendiado y saqueado por cenetistas un día después del estallido de la guerra civil española, el 19 de julio de 1936.
Abundando en ese referido abandono del Lavapiés madrileño, el conjunto de las Escuelas Pías se mantuvo tal y como quedó tras el incendio, hasta que entre 2002 y 2005 (en el periodo de la VII legislatura de España), se aprovecharon las ruinas para construir una biblioteca y un Centro Asociado de la UNED, creando un entorno ciudadano de diversa traza arquitectónica.

## Transformación

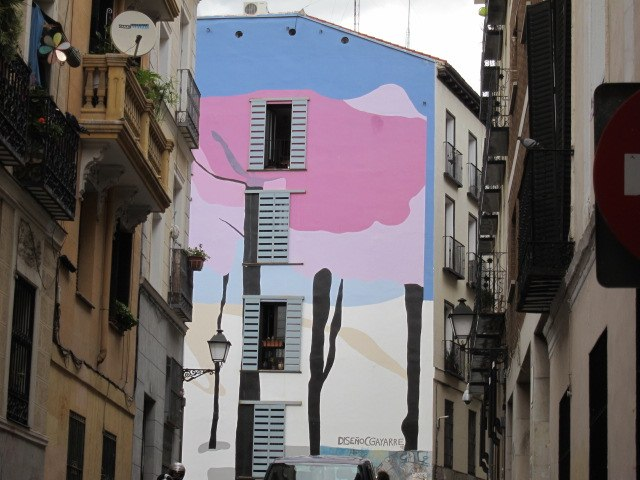
Fachada decorada en la calle de los Ministriles Chica.

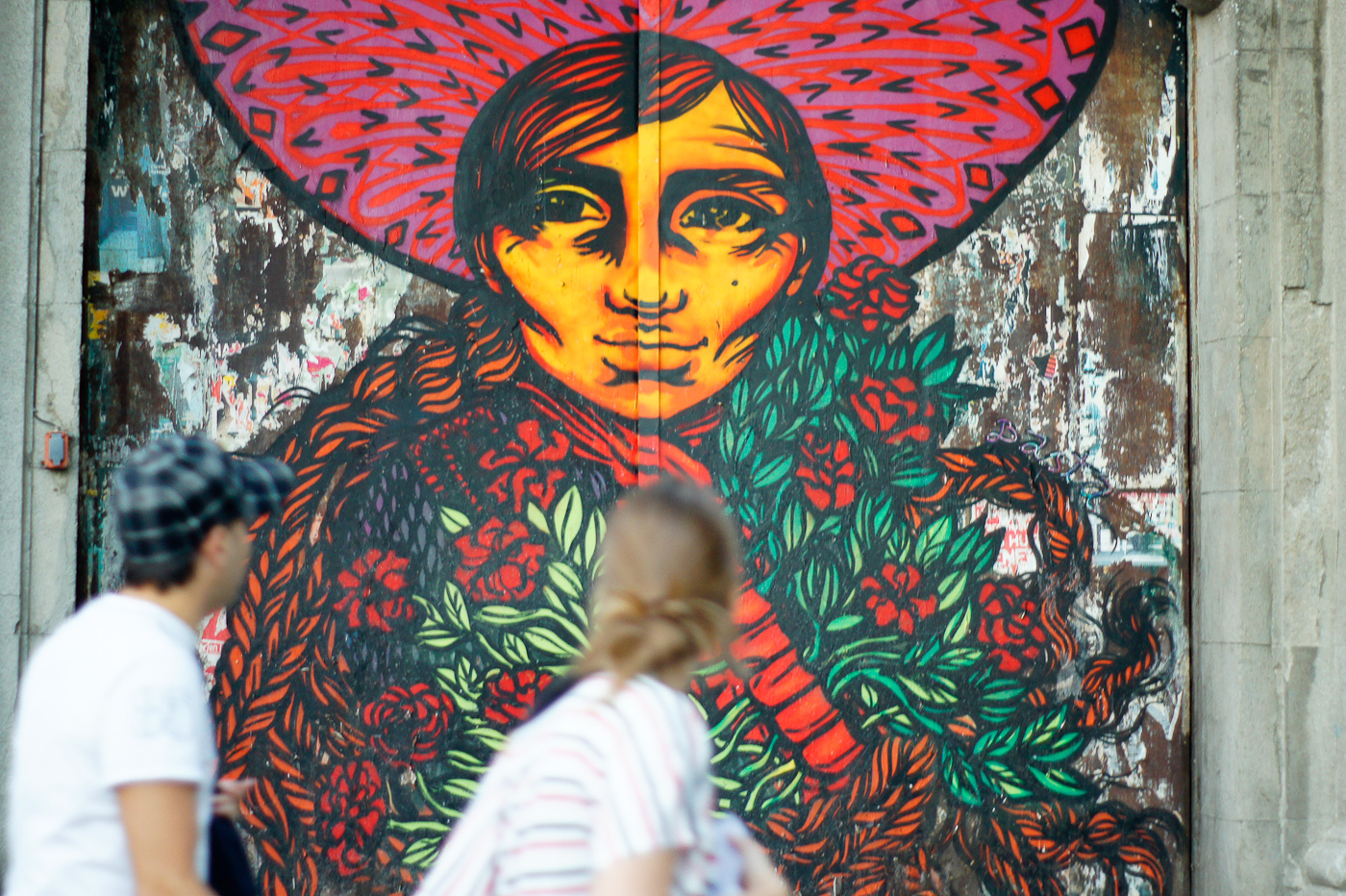
Mural callejero en el viejo edificio de la Fábrica de Tabacos, en la glorieta de Embajadores.

A partir de la década de 1970 un flujo de gente joven fue relevando en Lavapiés a los tradicionales vecinos del Madrid chulo y castizo de la postguerra, atraídos por la abundancia de viviendas de renta baja. El progresivo abandono de los inmuebles por sus dueños y la proliferación de casas abandonadas hizo que en los noventa se instalasen allí colectivos libertarios, anarquistas y okupas: llegando a considerarse en algunos medios esta zona de Madrid como una de las de mayor densidad de casas ocupadas. En el inicio del siglo XXI es el barrio con mayor cantidad de asociaciones y movimiento vecinal de Madrid.

## Diversidad social, cultural y asociativa
El asociacionismo y lo colectivo es parte de su identidad. La Asociación de Vecinos La Corrala, pionera desde 1977. Espacios autogestionados,como la actual Tabacalera,el Centro Social El Laboratorio, que tuvo varios espacios o Esta es una plaza, nacida en 2008 en el solar de la antigua Fundición en la calle Doctor Fourquet. Entre el movimiento cultural destacan iniciativas como las performances y acciones com las desarrolladas por Alberto Greco en pleno franquismo,La Familia Lavapiés, La Fiambrera Obrera, Off Limits o el Lobby Feroz. Proyectos de educación no reglada como los emprendidos por colectivos como DaLaNota. Asociaciones deportivas como Dragones de Lavapiés o la Agrupación Recreativa Argumosa organizadora de la Carrera Popular de San Lorenzo, con más de cuatro décadas de existencia.
Por la gran diversidad cultural del barrio surgen celebraciones como el Año Nuevo chino, Año Nuevo Bangladesí, Festival Noches de Ramadán, Lavapiés Diverso, Hola Lavapiés, Semana africana, Bollywood o la Muestra de cine. Colectivos antirracistas se movilizan, entre otras cosas, contra las controles policiales por perfilado racial surgiendo asociaciones como SOS Madrid o Valiente Bangla. Iniciativas agroecológicas diversas y grupos de consumo como SuperCoop en el Mercado San Fernando. La asamblea local del 15M fue una de las más dinámicas del movimiento reuniéndose los sábados en la plaza más popular del barrio.
Movimientos con mucho arraigo en el barrio son el feminista con figuras destacadas como las vecinas Aurora Rodríguez Caballeira, Hildegart Rodríguez Caballeira y Gloria Fuertes entre otras o el espacio colectivo centro social autogestionado Eskalera Karakola, referencia hoy en día. LSD, La Radical Gai y publicaciones como El Plumón y Non Grata orígenes del Orgullo Crítico en la ciudad. La Fundación 26 de Diciembre, entidad sin ánimo de lucro trabaja con y por las personas mayores LGTBIQ+ desde años en el barrio.
Otro fenómeno paralelo de absorción social de Lavapiés ha sido el de acoger a amplios sectores de inmigrantes. Algunas cifras aseguran que, en la segunda década del siglo XXI, alrededor del 50 % de la población del barrio es de origen extranjero. Siendo esto visible en el Club Deportivo Elemental Dragones De Lavapiés donde se acumulan más de 40 nacionalidades. Debido a esta multiculturalidad eventos ya mencionadas, como el año nuevo chino o el ramadán tienen especial resonancia. Si bien, la popular verbena de las fiestas de San Lorenzo sigue siendo el evento más celebrado en el barrio a y con la más alta participación vecinal.

## Vecinos del barrio
Escritores como Arturo Barea, que residió durante su infancia y juventud en Lavapiés, asistiendo a las Escuelas Pías, como relata en su autobiografía La forja de un rebelde; o Gloria Fuertes, nacida en Lavapiés.
Arquitectos como Pedro de Ribera y algunos miembros de la familia Churriguera: Alberto, José Benito y Joaquín Churriguera, nacidos todos ellos en la calle del Oso; calle en la que también nacería la cantante y actriz Ana Belén.
Vecinos del barrio fueron también el escritor, jurista y político ilustrado Gaspar Melchor de Jovellanos, entre los años 1782 y 1806; y Pablo Picasso, que vivió en el número 5 de la calle San Pedro Mártir durante su estancia en Madrid entre los años 1897 y 1898, en la misma casa en la fue vecino el actor Pepe Isbert. Asimismo, el historietistas Carlos Giménez ambientó sus series Barrio y Malos tiempos. Finalmente, en el número 4 de la calle San Pedro Mártir, vivió Nicolás Ramírez de Losada.[cita requerida] El rapero granadino Yung Beef vivió en Lavapiés entre los años 2017 y 2021.

## Lavapiés en la cultura

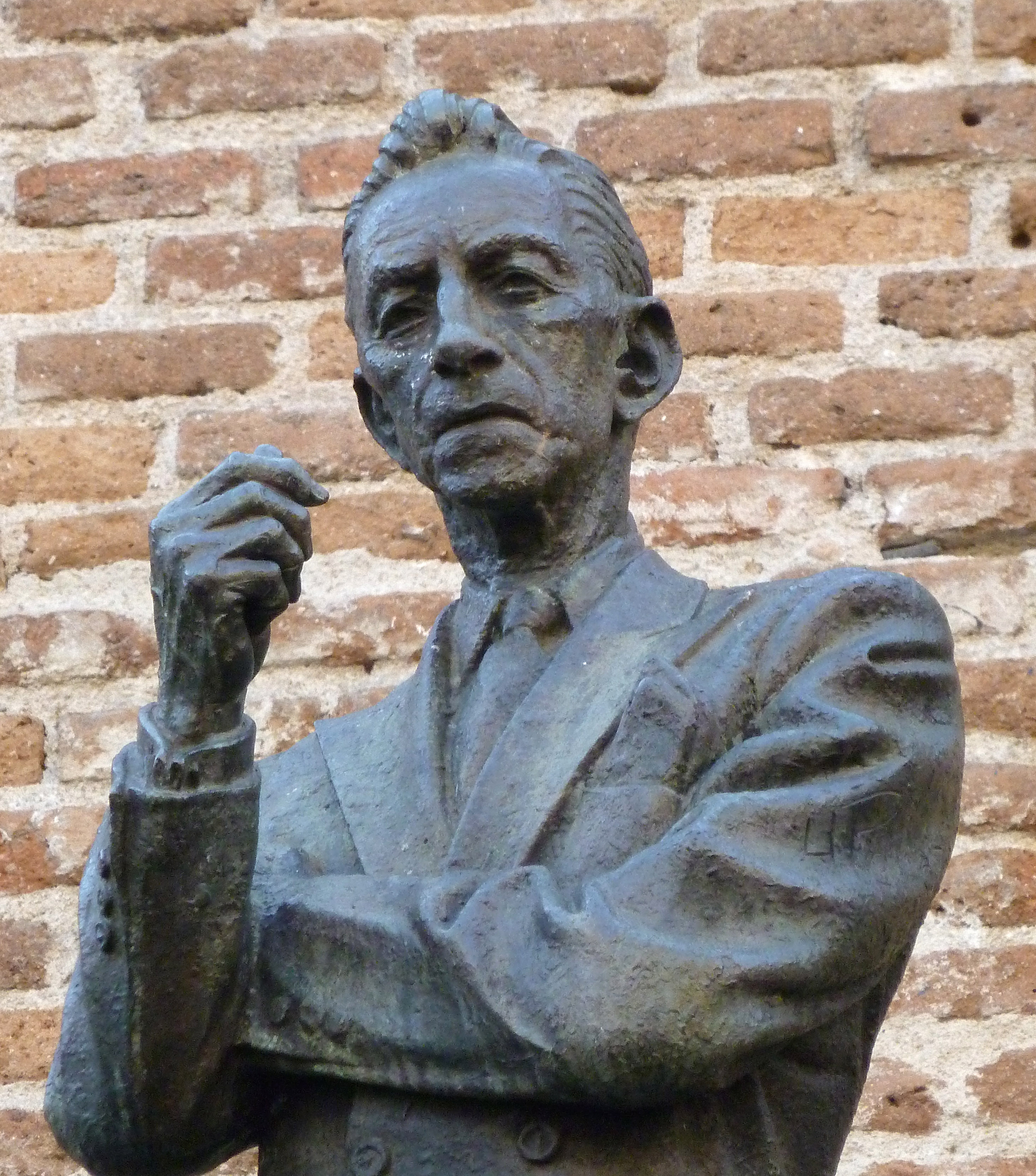
Monumento al compositor mexicano Agustín Lara, autor del chotis Madrid; en la calle del Sombrerete.

### Música
El barberillo de Lavapiés de Francisco Asenjo Barbieri y El bateo, de Federico Chueca, son solo algunas de las numerosas zarzuelas ambientadas en el barrio. Isaac Albéniz dedicó también una pieza para piano de su suite Iberia (cuaderno 3), a la que tituló «Lavapiés». De entre los numerosos compositores y grupos musicales que habitaron en el barrio a finales del siglo xx podría citarse como muestra el tema "Vengo de Lavapiés", publicado en 1997 (dentro del primer disco de La cabra mecánica).

### Literatura
Arturo Barea sitúa varias escenas de su novela autobiográfica La forja (primera parte de su trilogía La forja de un rebelde) en el barrio de Lavapiés, donde el autor pasó su infancia y juventud. De una larga lista de escritores avecindados en Lavapiés, puede entresacarse quizá a José Ángel Barrueco, autor de Vivir y morir en Lavapiés.

### Cine
Además de la cinematografía dedicada al cine de género costumbrista (a partir de la zarzuela y otros fenómenos del casticismo madrileño, o de ejemplos del neorrealismo cinematográfico español como Surcos, película de 1951 dirigida por José Antonio Nieves Conde), se puede reseñar el documental cinematográfico El otro lado... un acercamiento a Lavapiés, producción de Básel Ramsis en 2002.

### Fotografía
En 2004 la Real Sociedad Fotográfica (RSF) trasladó su sede a Lavapiés, calle Tres Peces. Desde entonces ha realizado algunos proyectos en el barrio. El primero de ellos, el Concurso Fotográfico Todos somos un barrio, #todossomosunbarrio y posterior exposición en noviembre de 2018, cuyo fin era dar visibilidad a todas las personas que integran el barrio, dando a conocer sus actividades, colaboración, tolerancia e integración, al mismo tiempo es una invitación abierta a Lavapiés para que conocieran la asociación como espacio cultural dedicado a la fotografía.
En 2019 realizó otro proyecto relacionado con el barrio, ‘Lavapiés, Retratos de un comercio diverso’ surge tras la convocatoria de la RSF a sus socios para mostrar su visión de los comercios del barrio, que “ofrece una muestra del ecosistema comercial del barrio, los negocios regentados por gente de carne y hueso, que son proyectos vitales para aquellos que los regentan contra el viento y la marea de la coyuntura económica”, escribe el poeta y periodista Sergio Fanjul, sobre este proyecto. De hecho, Fanjul es el autor del texto del libro que se presenta junto a la exposición y que recoge este mismo proyecto.
En 2020-21 el proyecto tuvo una continuación con 'Lavapiés, Retratos de un comercio diverso II' y la publicación de un libro.

## Lavapiés contracultural
La propia personalidad del barrio, históricamente núcleo autóctono en Madrid y generador de un casticismo propio, parece reflejarse en la estética contracultural que la fusión de culturas y etnias han favorecido desde el último tercio del siglo XX entre sus vecinos. Todo ello permite a algunos analistas plantear las coordenadas, características y manifestaciones que presenta este barrio en el siglo XXI. Entre las muestras de arte callejero que ese fenómeno produce podrían destacarse las diferentes tendencias de pintura mural y grafiti, que en algunos lugares, como la abandonada Fábrica de Tabacos, han llegado a generar una sucesión espontánea de ejemplos de este tipo de expresión denigrada por unos y defendida por otros.
Lavapiés es también cuna y hogar del Paticano, sede de la Iglesia Patólica, una iniciativa bufonesca y crítica del cómico italiano Leo Bassi que, desde 2012, parodia las religiones estableciendo su propio culto al Pato Todopoderoso, y celebrando periódicamente misas, bodas y bautizos. 

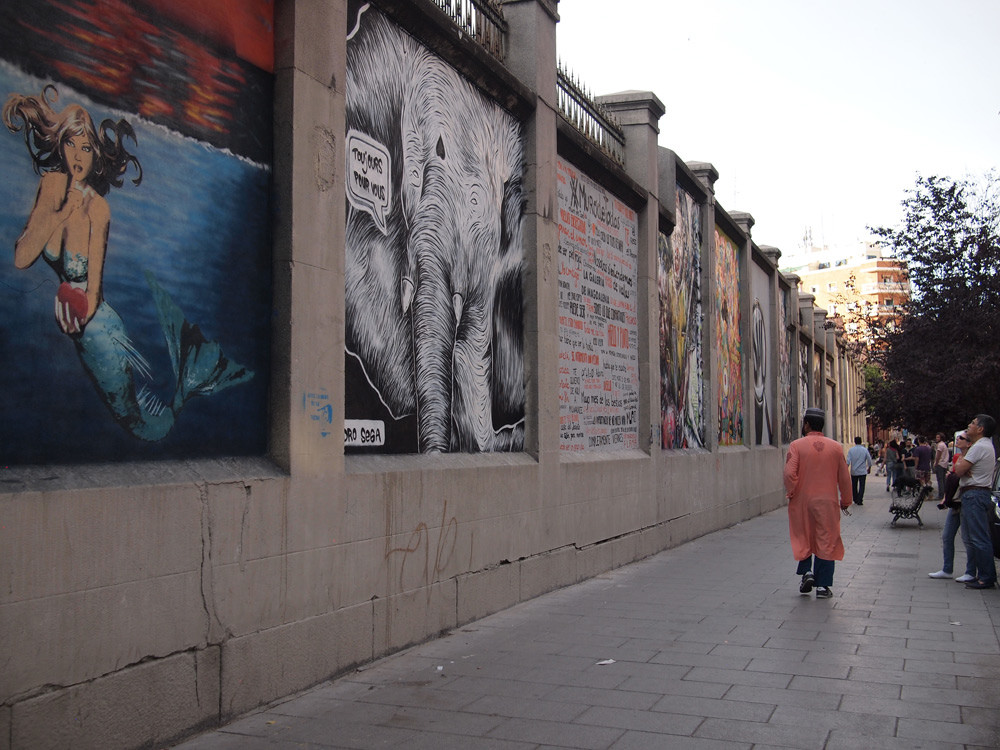
'Museo al aire libre' en los muros de la Tabacalera.
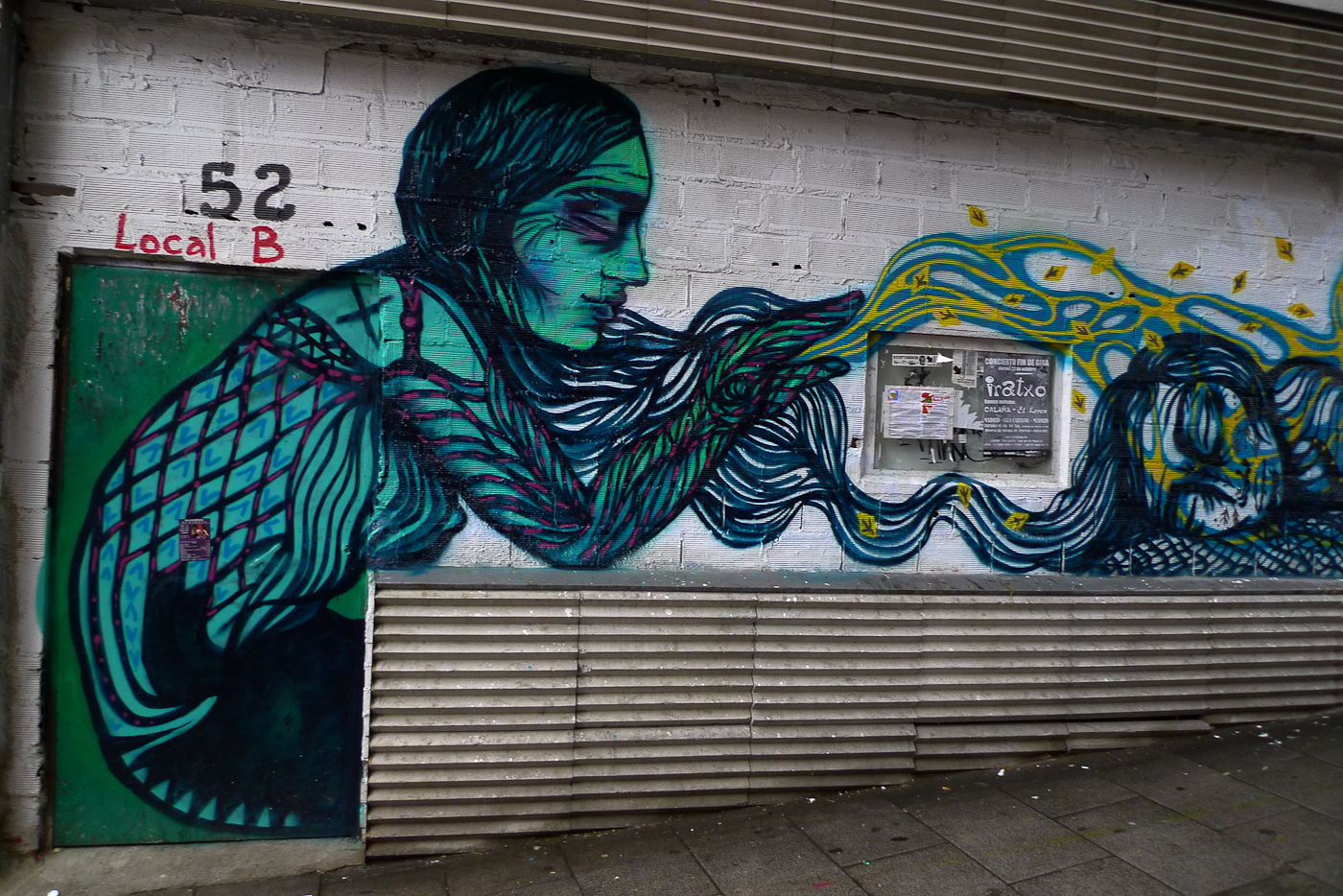
Centro social autogestionado Eskalera Karakola, en Embajadores nº52.
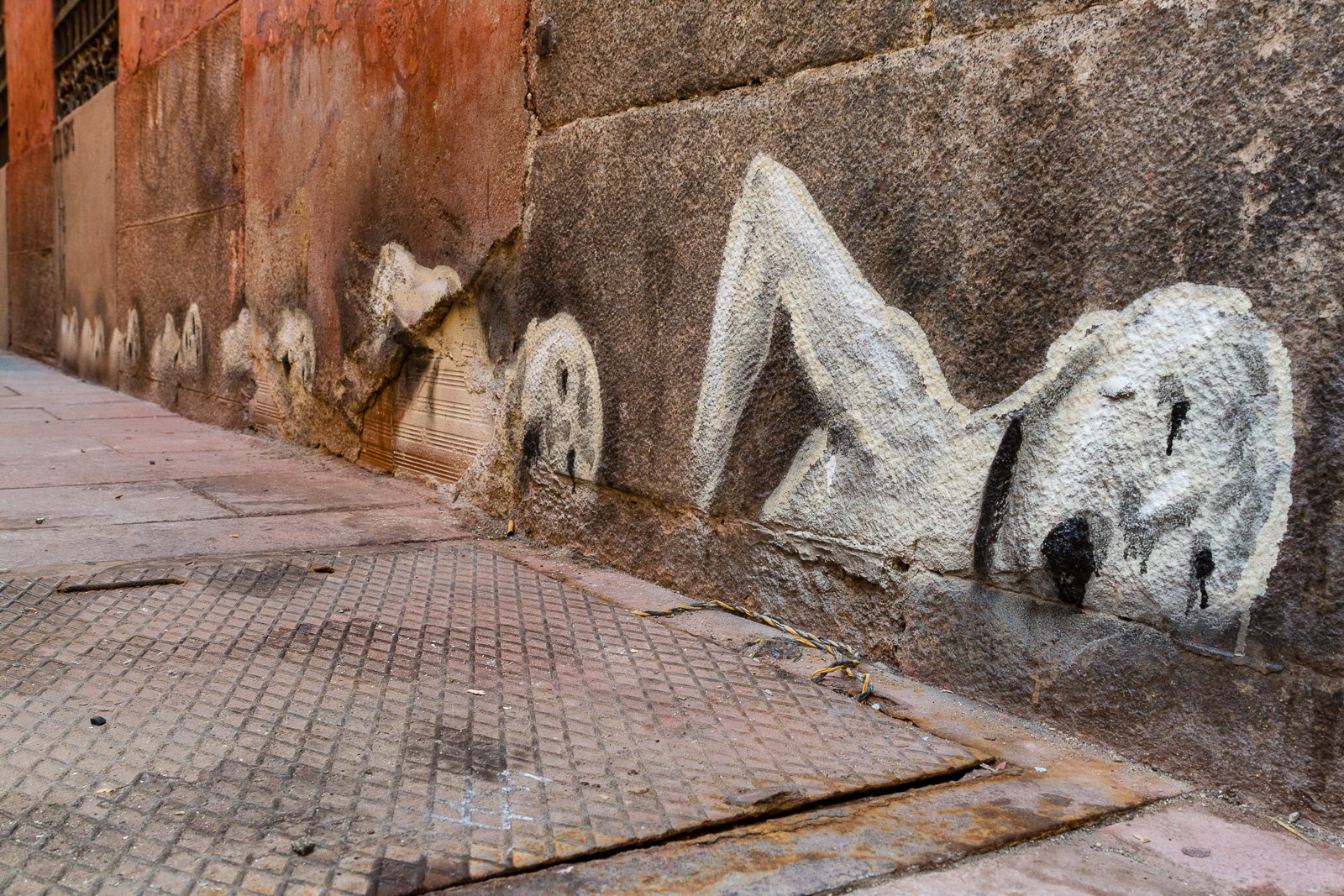
Alegoría (barrio de Lavapiés).
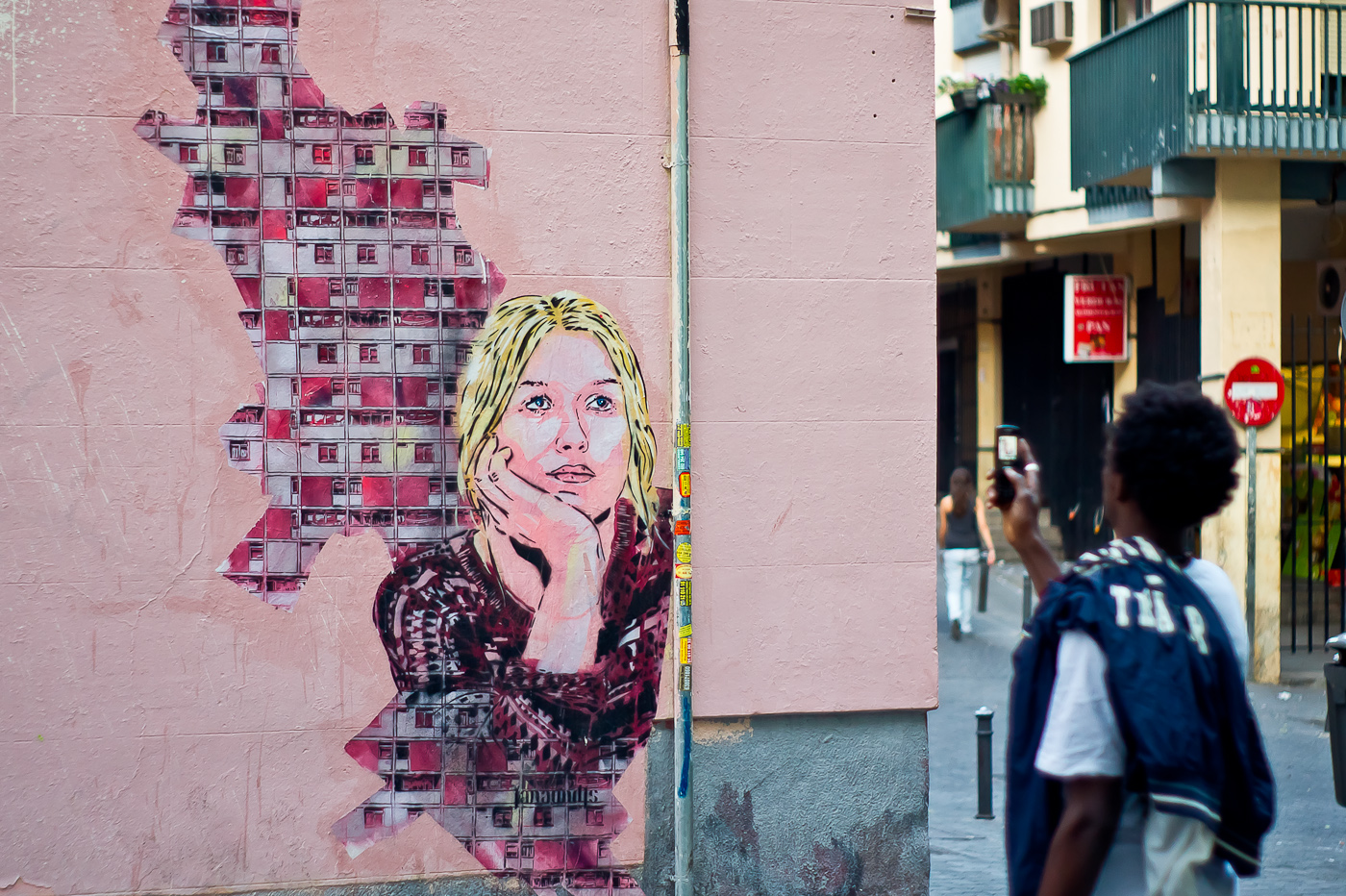
Esquina de la calle Jesús y María con la calle de Lavapiés.
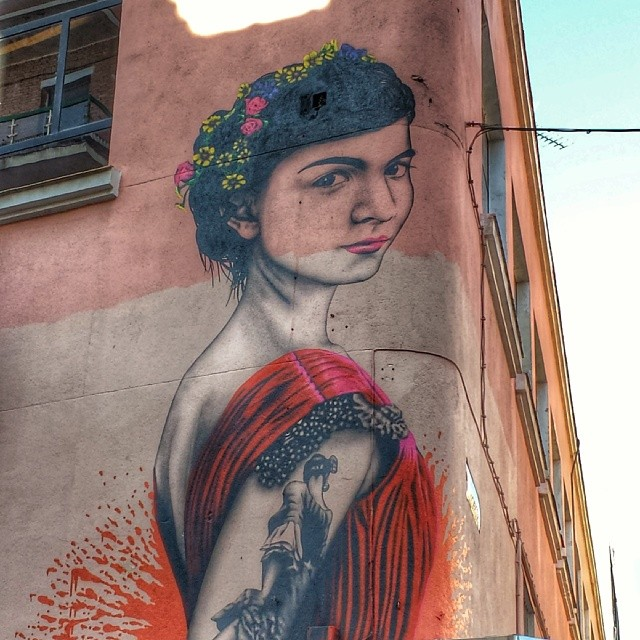
Mural en la calle Santa Isabel (esquinazo del Mercado de Antón Martín).